# Boja (Majenang)
Boja is een bestuurslaag in het regentschap Cilacap van de provincie Midden-Java, Indonesië. Boja telt 5969 inwoners (volkstelling 2010).